# Pridorojni (Kurgan)
|  | Per a altres significats, vegeu «Pridorojni». |

Pridorojni (en rus: Придорожный) és un poble (un possiólok) de l'óblast de Kurgan, a Rússia, que el 2015 tenia 621 habitants. Pertany al districte de Ketovo.